# Pieces of You
Pieces of You é o álbum de estreia da cantora e compositora norte-americana Jewel, lançado em 28 de fevereiro de 1995. Este álbum está na lista dos 200 álbuns definitivos no Rock and Roll Hall of Fame. Após seu lançamento, o álbum falhou em impactar os charts de forma significante, no entanto, quando o músico Bob Dylan convidou Jewel para fazer a abertura de uma de suas turnês em 1997, Pieces of You teve ampla exposição ao público. "You Were Meant For Me" se tornou o single mais bem-sucedido do álbum e da carreira de Jewel num geral. Pieces of You vendeu 9 milhões de cópias e foi certificado com 12 platinas nos Estados Unidos e se tornou um dos álbuns de estreia mais vendido de todos os tempos. Mundialmente, atingiu a marca de 15 milhões de cópias vendidas.